# Škotsko višavje
Škotsko višavje (škotščina  Hielands; škotskogelsko a' Ghàidhealtachd [ə ˈɣɛːəl̪ˠt̪ʰəxk], »kraj Gelov«) ali preprosto Višavje je zgodovinska regija Škotske poznega srednjega veka v moderno obdobje, ko je nižinski škotski jezik nadomestil škotsko gelščino v večini nižavja. Izraz se uporablja tudi za območje severno in zahodno od preloma Highland Boundary Fault, čeprav točne meje niso jasno določene, zlasti na vzhodu. Great Glen deli pogorje Grampian na jugovzhodu od severozahodnega višavja. Škotsko gelsko ime A' Ghàidhealtachd dobesedno pomeni 'kraj Gelov' in tradicionalno, z vidika gelskega govorca, vključuje tako zahodne otoke kot višavje.
Območje je zelo redko poseljeno, s številnimi gorskimi verigami, ki prevladujejo v regiji, in vključuje najvišjo goro na Britanskem otočju, Ben Nevis. V 18. in zgodnjem 19. stoletju se je prebivalstvo v višavju povečalo na okoli 300.000, toda od ok. leta 1841 in naslednjih 160 let je naravni prirast prebivalstva presegel izseljevanje (večinoma v Kanado, ZDA, Avstralijo in Novo Zelandijo ter preseljevanje v industrijska mesta Škotske in Anglije. Območje je danes eno najbolj redko poseljenih v Evropi. Pri 9,1/km² leta 2012 je gostota prebivalstva v višavju in na otokih manjša od ene sedmine celotne Škotske.
Highland Council je upravni organ za večji del Highlands - Višavja - z upravnim središčem v Invernessu. Vendar Highlands vključuje tudi dele občinskih območij Aberdeenshire, Angus, Argyll in Bute, Moray, North Ayrshire, Perth in Kinross, Stirling in West Dunbartonshire.
Škotsko višavje je edino območje na Britanskem otočju, ki ima biom tajge, saj ima koncentrirane populacije gozda navadnega bora (glej Kaledonski gozd). Je najbolj gorat del Združenega kraljestva.

## Zgodovina

### Kultura
Med 15. stoletjem in sredino 20. stoletja se je območje jezikovno razlikovalo od večine Nižavja. V škotski gelščini je regija znana kot Gàidhealtachd, ker je bil tradicionalno gelsko govoreči del Škotske, čeprav je jezik zdaj večinoma omejen na Hebride. Izrazi se včasih uporabljajo izmenično, vendar imajo v svojih jezikih različne pomene. Škotska angleščina (v svoji višavski obliki) je danes prevladujoči jezik tega območja, čeprav je na višavsko angleščino v veliki meri vplival gelski govor. Zgodovinsko gledano je 'višavska črta' razlikovala obe škotski kulturi. Medtem ko je črta Highland v veliki meri sledila geografiji Grampijev na jugu, se je nadaljevala na severu in odrezala severovzhodna območja, to je vzhodni Caithness, Orkney in Shetland, od bolj gelskega višavja in Hebridov.
Zgodovinsko gledano je bila glavna družbena enota v višavju klan. Škotski kralji, zlasti Jakob VI., so klane videli kot izziv svoji oblasti; na višavje so mnogi gledali kot na brezpravno regijo. Škoti iz Nižine so na Gorjane gledali kot na nazadnjaške in bolj 'Irce'. Višavje je veljalo za prelivanje gelske Irske. To razliko so naredili tako, da so ločili germansko 'škotsko' angleščino in gelščino, tako da so jo preimenovali v Erse v igri na Eire. Po Zvezi kron je imel Jakob VI. vojaško moč, da je podprl vse poskuse uvedbe nadzora. Rezultat je bil leta 1609 Statut Ione, ki je začel proces vključevanja voditeljev klanov v škotsko družbo. Postopne spremembe so se nadaljevale v 19. stoletju, saj so poglavarji klanov manj razmišljali o sebi kot o patriarhalnih voditeljih svojega ljudstva in bolj kot o trgovskih veleposestnikih. Prvi učinek na člane klanov, ki so bili njihovi najemniki, je bila sprememba plačevanja najemnin v denarju in ne v naravi. Kasneje so se najemnine povečale, saj so višavski posestniki želeli povečati svoj dohodek. Temu je večinoma v obdobju 1760–1850 sledilo izboljšanje kmetijstva, ki je pogosto (zlasti v Zahodnem višavju) vključevalo izselitev prebivalstva, da bi naredili prostor za velike ovčje farme. Razseljeni najemniki so bili med tem nastanjeni v kroparskih skupnostih. Posebej niso bile namenjene zagotavljanju vseh potreb svojih lastnikov; od njih se je pričakovalo, da bodo delali v drugih panogah, kot sta nabiranje alg in ribištvo. Kroparji so se v veliki meri zanašali na sezonsko migrantsko delo, zlasti v Nižavju. To je spodbudilo učenje angleščine, ki so jo mnogi podeželski govorci gelščine videli kot bistven »jezik dela«.:1–17, 110–18:37–46, 65–73, 132
Starejše zgodovinopisje propad rodovnega sistema pripisuje posledicam jakobitskih uporov. Zgodovinarji menijo, da je to zdaj manj vplivno. Po jakobitskem uporu leta 1745 je britanska vlada sprejela vrsto zakonov, da bi poskušala zatreti klanski sistem, vključno s prepovedjo nošenja orožja in tartana ter omejitvami dejavnosti Škotske škofovske cerkve. Večina te zakonodaje je bila preklicana do konca 18. stoletja, ko je jakobitska grožnja popustila. Kmalu je prišlo do rehabilitacije višavske kulture. Tartan je bil sprejet za višavske polke v britanski vojski, ki so se jim revni višavci v velikem številu pridružili v dobi revolucionarne in napoleonske vojne (1790–1815). Tartan so večinoma opustili navadni ljudje v regiji, toda v 1820-ih so tartan in kilt prevzeli člani družbene elite, ne samo na Škotskem, ampak po vsej Evropi. Mednarodno navdušenje nad tartanom in idealiziranjem romantiziranega višavja je sprožil Ossianov cikel in še bolj popularizirala dela Walterja Scotta. Njegova 'uprizoritev' obiska kralja Jurija IV. na Škotskem leta 1822 in kraljevo nošenje tartana je povzročilo velik porast povpraševanja po kiltih in tartanih, ki ga škotska volnena industrija ni mogla zadovoljiti. Tartani posameznih klanov so bili v tem obdobju večinoma označeni in so postali glavni simbol škotske identitete. Ta Highlandizem, s katerim je bila vsa Škotska identificirana s kulturo Višavja, je bil utrjen z zanimanjem kraljice Viktorije za državo, njenim sprejetjem gradu Balmorala kot glavnega kraljevega zatočišča in njenim zanimanjem za tartenry.

### Gospodarstvo
Ponavljajoča se lakota je prizadela Višavje večji del njegove zgodovine, s pomembnimi primeri vse do leta 1817 v Vzhodnem višavju in zgodnjih 1850-ih na zahodu. V 18. stoletju se je v regiji razvila trgovina s črnim govedom za nižavske trge, to pa je bilo izravnano z uvozom moke na to območje. Ta trgovina je bila v veliki meri odvisna od zagotavljanja zadostne količine hrane in velja za bistveni predpogoj za rast prebivalstva, ki se je začela v 18. stoletju. Večini Višavja, zlasti na severu in zahodu, je primanjkovalo obdelovalne zemlje, ki je bila bistvenega pomena za mešano komunalno kmetovanje, ki je obstajalo, preden so v regijo uvedli kmetijske izboljšave. Med letoma 1760 in 1830 je prišlo do znatne trgovine z nelicenciranim viskijem, ki je bil destilirano v Višavju. Nižavske destilarne (ki se niso mogle izogniti visoki obdavčitvi tega izdelka) so se pritoževale, da viski iz Višavja predstavlja več kot polovico trga. Razvoj trgovine z živino se jemlje kot dokaz, da Highlands pred izboljšavami ni bil nespremenljiv sistem, ampak je izkoriščal gospodarske priložnosti, ki so se pojavile. Nezakonita trgovina z viskijem dokazuje podjetniško sposobnost kmečkih razredov.:119–34
Izboljšava kmetijstva je dosegla Višavje večinoma v obdobju od 1760 do 1850. Kmetijski svetovalci, geodeti in drugi, ki so bili izobraženi v razmišljanju Adama Smitha, so radi udejanjali nove zamisli, ki so jih učili na škotskih univerzah. lastniki zemljišč v Višavju, med katerimi so bili mnogi obremenjeni s kroničnimi dolgovi in so bili na splošno dojemljivi za nasvete, ki so jih ponudili, in si želeli povečati dohodek iz svoje zemlje.:417 Na vzhodu in jugu je bila posledična sprememba podobna tisti v nižinah, z ustvarjanje večjih kmetij z enimi najemniki, ograjevanje starih vrtalnih polj, uvedba novih poljščin (kot je repa), izsuševanje zemljišč in kot posledica vsega tega izselitev številnih najemnikov kot del čiščenja Highlanda in cottars. Nekateri od prepuščenih so se zaposlili na novih, večjih kmetijah, drugi so se preselili v dostopna mesta Nižavja.:1–12
Na zahodu in severu so deložirani najemniki običajno dobili najem v novoustanovljenih kmetijskih skupnostih, medtem ko so njihova nekdanja gospodarstva spremenili v velike ovčje farme. Ovčerejci so lahko plačevali bistveno višje najemnine kot kmetje, ki so bili upravljani. Velikost vsakega posestva je bila omejena, tako da so si najemniki morali poiskati delo drugje. Glavni alternativi sta bila ribolov in industrija alg. Lastniki so prevzeli nadzor nad obalami alg, odšteli plače svojih najemnikov od dolgovane najemnine in obdržali velike dobičke, ki bi jih lahko zaslužili z visokimi cenami predelanih proizvodov med Napoleonovimi vojnami.
Ko so se napoleonske vojne končale leta 1815, je višavsko industrijo prizadela vrnitev k mirnodobnemu gospodarstvu. Cena črnega goveda je padla in se med letoma 1810 in 1830 skoraj prepolovila. Cene alg so dosegle vrhunec leta 1810, vendar so se znižale z 9 funtov na tono leta 1823 na 313 funtov 4 dni na tono leta 1828. Močno so bile prizadete tudi cene volne.[19]: 370–71  To je poslabšalo finančne težave z dolgovi obremenjenih najemodajalcev. . Nato je leta 1846 v višavje prispela krompirjeva plesen, ki je uničila osnovni pridelek za preživetje prenaseljenih kmetijskih skupnosti. Ko je nastopila lakota, je vlada najemodajalcem dala jasno vedeti, da je njihova odgovornost, da svojim najemnikom zagotovijo pomoč zaradi lakote. Posledica gospodarske recesije je bila, da je bil v prvi polovici 19. stoletja prodan velik delež višavskih posesti. T. M. Devine poudarja, da je bilo v regiji, ki jo je krompirjeva lakota najbolj prizadela, do leta 1846 70 odstotkov lastnikov zemljišč novih kupcev, ki pred letom 1800 niso imeli posesti v Highlandu. Več zemljiških gospodov je bilo prisiljenih prodati zaradi stroškov pomoči zaradi lakote. Tisti, ki so bili zaščiteni pred najhujšo krizo, so bili tisti z velikim dohodkom od najemnin ovčjih farm.[18]: 93–95  Državna posojila so bila na voljo za drenažna dela, gradnjo cest in druge izboljšave, številni krošnjarji pa so postali začasni migranti – vzeli so delo v Nižinah. Ko je leta 1856 prenehala krompirjeva lakota, je to vzpostavilo vzorec obsežnejšega dela stran od višavja.
Neenaka koncentracija zemljiške lastnine je ostala čustvena in kontroverzna tema, ki je bila izjemnega pomena za višavsko gospodarstvo in je sčasoma postala temelj liberalnega radikalizma. Revni krošnjarji so bili politično nemočni in mnogi med njimi so se obrnili k veri. Sprejeli so ljudsko usmerjeno, goreče evangeličansko prezbiterijansko oživitev po letu 1800. Večina se je po letu 1843 pridružila odcepljeni »Svobodni cerkvi«. To evangeličansko gibanje so vodili laični pridigarji, ki so sami prihajali iz nižjih slojev in katerih pridiganje je bilo implicitno kritično do ustaljenega reda. Verska sprememba je okrepila krošnjarje in jih ločila od zemljiških gospodov; pomagalo jim je pripraviti njihov uspešen in nasilen izziv zemljiškim gospodom v 1880-ih prek Highland Land League.
Nasilje je izbruhnilo, začelo pa se je na otoku Skye, ko so posestniki v Višavju izkrčili svoja zemljišča za parke za ovce in jelene. Utišalo se je, ko je vskočila vlada, ki je leta 1886 sprejela Zakon o posestvih Crofters' Holdings (Škotska), da bi znižala najemnine, zagotovila stalnost posesti in razdelila velika posestva, da bi zagotovila posestva za brezdomce. To je bilo v nasprotju z irsko kopensko vojno, ki je potekala istočasno, kjer so bili Irci močno politizirani zaradi korenin v irskem nacionalizmu, medtem ko so bile politične razsežnosti omejene. Leta 1885 so bili v parlament izvoljeni trije kandidati Independent Crofter, ki je prisluhnil njihovim prošnjam. Rezultati so vključevali eksplicitno varnost za škotske male lastnike v "krofting okrožjih"; zakonita pravica do zapuščine najemnin potomcem; in ustanovitev kroparske komisije. Crofters kot politično gibanje je izginilo do leta 1892, liberalna stranka pa je dobila njihove glasove.

### Proizvodnja viskija
Danes je Highlands največja škotska regija za proizvodnjo viskija; zadevno območje poteka od Orkneyja do otoka Aran na jugu in vključuje severne otoke ter večji del notranjih in zunanjih Hebridov, Argyll, Stirlingshire, Arran, kot tudi dele Perthshire in Aberdeenshire. (Drugi viri obravnavajo otoke, razen Islay, kot ločeno regijo za proizvodnjo viskija.) To ogromno območje ima več kot 30 destilarn ali 47, če je v štetje vključena podregija otokov. Po enem viru je prvih pet The Macallan, Glenfiddich, Aberlour, Glenfarclas in Balvenie. Medtem ko je Speyside geografsko znotraj Highlands, je ta regija določena kot ločena v smislu proizvodnje viskija. Enosladni viski Speyside proizvaja približno 50 destilarn.
Po mnenju Visit Scotland je viski Highlands »saden, sladek, začinjen, sladen«. Druga ocena navaja, da je enosladni viski iz severnega višavja »sladek in polnega okusa«, viskija iz vzhodnega višavja in južnega višavja sta po navadi »lažja tekstura«, medtem ko destilarne v zahodnem višavju proizvajajo enosladne viskije z »veliko bolj peatistom« vpliv«.

## Zgodovinska geografija
V tradicionalni škotski geografiji se Višavje nanaša na tisti del Škotske severozahodno od preloma Highland Boundary Fault, ki prečka celinsko Škotsko v skoraj ravni črti od Helensburgha do Stonehavena. Vendar so ravna obalna ozemlja, ki zasedajo dele grofij Nairnshire, Morayshire, Banffshire in Aberdeenshire, pogosto izključena, saj nimajo značilnih geografskih in kulturnih značilnosti preostalega višavja. Severovzhodni del Caithnessa ter Orkneyjski in Shetlandski otoki so prav tako pogosto izključeni iz Višavja, čeprav so običajno vključeni Hebridi. Območje Višavja, kot tako opredeljeno, se je od Nižavja razlikovalo po jeziku in tradiciji, saj je ohranilo gelski govor in običaje stoletja po anglizaciji slednjega; to je pripeljalo do naraščajočega dojemanja ločnice, pri čemer so kulturno razlikovanje med Highlander in Lowlander prvič opazili proti koncu 14. stoletja. V Aberdeenshiru meja med Višavjem in Nižavjem ni dobro definirana. Ob cesti A93 blizu vasi Dinnet na Royal Deeside je kamen, na katerem piše »Zdaj ste v Višavju«, čeprav so vzhodno od te točke še območja višavskega značaja.
Precej širša definicija Highlands je tista, ki jo uporablja industrija škotskega viskija. Višavski enojni slad se proizvaja v destilarnah severno od namišljene črte med Dundeejem in Greenockom, kar vključuje celotno Aberdeenshire in Angus.
Inverness velja za prestolnico višavja, čeprav manj v višavskih delih Aberdeenshire, Angus, Perthshire in Stirlingshire, ki bolj gledajo na Aberdeen, Dundee, Perth in Stirling kot svoja trgovska središča.

### Območje Highland Council
Območje Highland Council, ustanovljeno kot ena od regij lokalne uprave na Škotskem, je enotno območje sveta od leta 1996. Območje sveta izključuje veliko območje južnega in vzhodnega Višavja ter Zahodnih otokov, vendar vključuje Caithness. Višavje pa se včasih uporablja kot ime za območje sveta, kot v nekdanji Highlands and Islands Fire and Rescue Service. Northern (Gasilski in reševalni službi Highlands and Islands). Highlands and Islands Fire and Rescue Service. Northern (Severni) se uporablja tudi za označevanje območja, kot v nekdanjem Northern Constabulary (Severno redarstvo). Ti nekdanji organi so pokrivali območje Highland council in območja otoškega sveta Orkneyja, Shetlanda in Zahodnih otokov.
Znaki Highland Council na prelazu Drumochter, med Glen Garry in Dalwhinnie, pravijo »Dobrodošli v Highlands«.

### Višavje in otoki
Velik del območja Višavja se prekriva z območjem Višavja in otokov (Highlands and Islands). Volilna regija, imenovana Highlands and Islands, se uporablja pri volitvah v škotski parlament: to območje vključuje Orkney in Shetland, pa tudi območje lokalnih oblasti Highland Council, Zahodne otoke in večino območij lokalnih oblasti Argyll in Bute ter Moray. Višavje in otoki pa imajo v različnih kontekstih različne pomene. To pomeni Highland (območje lokalne uprave), Orkney, Shetland in Western Isles v Highlands and Islands Fire and Rescue Service. Severno, kot v Northern Constabulary, se nanaša na isto območje kot tisto, ki ga pokriva gasilska in reševalna služba.

### Zgodovinski prehodi
Že od prazgodovine so potekale poti iz Nižavja v Višavje. Mnoge prečkajo Mounth (široka gora na severovzhodu Škotske med Highland Boundry in reko Dee, na vzhodnem koncu Grampians), odsek goratega območja, ki se razteza do Severnega morja nekoliko severno od Stonehavena. Najbolj znane in zgodovinsko pomembne poti so Causey Mounth, Elsick Mounth, Cryne Corse Mounth in Cairn O' Mounth.

### Kurirska dostava
Čeprav je večina Višavja geografsko na britanski celini, je nekoliko manj dostopno kot preostali del Britanije; zato ga večina britanskih kurirjev kategorizira ločeno, skupaj s Severno Irsko, otokom Man in drugimi morskimi otoki. Tako zaračunavajo dodatne stroške za dostavo v Highlands ali pa območje v celoti izključijo. Medtem ko fizična oddaljenost od največjih naseljenih središč neizogibno vodi do višjih tranzitnih stroškov, obstaja zmeda in zaskrbljenost zaradi obsega zaračunanih pristojbin in učinkovitosti njihove komunikacije ter uporabe besede celina v njihovi utemeljitvi. Ker pristojbine pogosto temeljijo na območjih s poštno številko, so tudi mnoga veliko manj oddaljena območja, vključno z nekaterimi, ki se tradicionalno štejejo za del Nižavja, predmet teh pristojbin. Royal Mail je edino dostavno omrežje, ki ga zavezuje obveznost univerzalne storitve za zaračunavanje enotne tarife po vsej Veliki Britaniji. To pa velja le za poštne pošiljke in ne za večje pakete, s katerimi se ukvarja njegov oddelek Parcelforce.

## Geologija
Višavje leži severno in zahodno od preloma Highland Boundary Fault, ki poteka od Arrana do Stonehavena. Ta del Škotske je v veliki meri sestavljen iz starih kamnin iz kambrijskega in predkambrijskega obdobja, ki so bile dvignjene med kasnejšo kaledonsko orogenezo. Manjše formacije Lewisovega gnajsa na severozahodu so stare do 3 milijarde let. Prekrivajoče kamnine peščenjaka Torridon tvorijo gore v hribih Torridon, kot sta Liathach in Beinn Eighe v Wester Rossu.
Ti temelji so prepredeni s številnimi magmatskimi vdori novejše dobe, katerih ostanki so oblikovali gorske masive, kot sta Cairngorms in Cuillin of Skye. Pomembna izjema od zgoraj navedenega so fosilne plasti starega rdečega peščenjaka, najdene predvsem vzdolž obale Moray Firth in delno navzdol po Highland Boundary Fault. Jurske plasti, najdene na izoliranih lokacijah na Skye in Applecross, odražajo zapleteno osnovno geologijo. So prvotni vir velike količine nafte iz Severnega morja. Great Glen je oblikovan vzdolž transformacijskega preloma, ki deli Grampian Mountains na jugovzhodu od Severozahodnega višavja.
Celotno območje je bilo v pleistocenskih ledenih dobah prekrito z ledenimi ploščami, razen morda nekaj nunatakov. Kompleksna geomorfologija vključuje vrezane doline in jezera, ki so jih izdolbli gorski potoki in led, ter topografijo neenakomerno razporejenih gora, katerih vrhovi imajo podobne višine nad morsko gladino, vendar so njihova podnožja odvisna od stopnje denudacije, ki ji je bila planota izpostavljena. podvrženi na različnih mestih.

## Zanimivosti
- An Teallach
- Aonach Mòr (smučarski center Nevis Range)
- Arrochar Alps
- Grad Balmoral
- Balquhidder
- Battlefield of Culloden
- Beinn Alligin
- Beinn Eighe
- Hidroelektrarna Ben Cruachan
- Ben Lomond
- Ben Macdui (druga najvišja gora na Škotskem in v ZK)
- Ben Nevis (najvišja gora na Škotskem in v ZK)
- Narodni park Cairngorms
- smučarski center Cairngorm blizu Aviemorea
- Pogorje Cairngorm
- Kaledonski prekop
- Cape Wrath
- grad Carrick
- grad Stalker
- grad Tioram
- Chanonry Point
- Conic Hill
- Culloden Moor
- Dunadd
- grad Duart
- Durness
- Eilean Donan
- Fingalova jama (Staffa)
- Fort George
- Naravni rezervat Glen Coe
- Glen Etive
- Arrocharske Alpe
- Glen Lyon
- Glen Orchy
- smučarski center Glenshee
- Glen Shiel
- Glen Spean
- Glenfinnan (in železniška postaja in Glenfinnan viadukt)
- pogorje Grampian
- Hebridi
- Višavski ljudski muzej – Prvi muzej na prostem v ZK
- Park divjih živali Highland
- grad Inveraray
- Zapor Inveraray
- grad Inverness
- Park Inverewe
- Opatija Iona
- Isle of Staffa
- grad Kilchurn
- Kilmartin Glen
- Liathach
- smučarski center Lecht
- Loch Alsh
- Loch Ard
- Loch Awe
- Loch Assynt
- Loch Earn
- Loch Etive
- Loch Fyne
- Loch Goil
- Loch Katrine
- Loch Leven
- Loch Linnhe
- Loch Lochy
- Loch Lomond
- Loch Lomond in narodni park Trossachs
- Loch Lubnaig
- Loch Maree
- Loch Morar
- Loch Morlich
- Loch Ness
- Loch Nevis
- Loch Rannoch
- Loch Tay
- Lochranza
- Luss
- Meall a' Bhuiridh (smučarski center Glencoe)
- Škotsko morsko zavetišče v Loch Creranu
- Rannoch Moor
- Cuillin
- cesta A83 (Rest and be Thankful)
- Reka Carron, Wester Ross
- Spey (reka)
- Tay (reka)
- Ross and Cromarty
- jama Smoo
- Stob Coire a' Chàirn
- Stac Polly
- Železnica Strathspey (ohranjena)
- Sutherland
- grad Tor
- hribovje Torridon
- grad Urquhart
- West Highland Line (slikovita železnica)
- West Highland Way (Daljinska pešpot)
- Wester Ross

## Galerija
- Viadukt Glenfinnan od spodaj
- Gora Saddle
- Loch Scavaig, otok Skye
- Inverness
- Otoki Loch Maree
- Notranjost jame Smoo, Sutherland
- Svetilnik Cape Wrath na skrajnem SZ Višavja
- Blaven
- Gair Loch
- The Kyle of Durness
- Quirang, otok Skye
- Dve košuti v visokogorju
- Loch an Lòin
- Višavsko govedo izvira iz Škotskega višavja